# Arshani
Arshani (tiếng Ả Rập: عرشاني) là một ngôi làng Syria nằm ở Idlib Nahiyah ở huyện Idlib, Idlib. Theo Cục Thống kê Trung ương Syria (CBS), Arshani có dân số 935 trong cuộc điều tra dân số năm 2004.